# KF-huset

KF-huset, (idag av de nya ägarna kallat Katarinahuset - en för de flesta okänd benämning utan historisk förankring), är ett kontorskomplex vid Stadsgården 2-12 på Södermalm i Stockholm. Byggnaderna uppfördes som kontor för Kooperativa förbundet i flera etapper.  1909-1912 genom arkitekt Gustaf Wickman, 1934-1936 genom arkitekterna Eskil Sundahl och Olof Thunström samt 1972-1974 genom arkitekt Jan Lunding. Till anläggningen hör även Katarinahissen som uppfördes samtidigt med kontorshuset från 1936. Båda fastigheterna är grönmärkta av Stadsmuseet i Stockholm, vilket innebär "att bebyggelsen bedöms vara särskilt värdefull från historisk, kulturhistorisk, miljömässig eller konstnärlig synpunkt".
| KF-husets kontorskomplex på dagtid och nattetid. Längst till vänster syns "Glashuset" och längst till höger syns Katarinahissen. |  | KF-husets kontorskomplex på dagtid och nattetid. Längst till vänster syns "Glashuset" och längst till höger syns Katarinahissen. |
| KF-husets kontorskomplex på dagtid och nattetid. Längst till vänster syns "Glashuset" och längst till höger syns Katarinahissen. |  | |

## Wickmans kontors- och bostadshus
Ursprungsbyggnaden var ett kontors- och bostadshus i tung tegelarkitektur ritat av Gustaf Wickman och uppfört åren 1909–1912. Komplexet bestod av tre stora volymer mot Stadsgården och anknöt i stil till Drottsgården, grannen i öster. Byggnaden vänder fortfarande sin putsade, barockmässiga fasad mot Katarinavägen. Huset blev 1936 om- och tillbyggt samt påbyggt med två våningar och en takterrass, och utgjorde kärnan i den nya bebyggelsen från 1936.

## Sundahl/Thunströms kontorshus
Åren 1934 till 1936 uppfördes framför Wickmans kontors- och bostadsfastighet fem hophängande huskroppar klädda i ljus marmor och ritat i en funktionalistisk arkitekturstil av arkitekterna Eskil Sundahl och hans kollega Olof Thunström. Uppdragsgivare var Kooperativa förbundet och uppdraget gick till förbundets eget arkitektkontor  KFAI, vars chef var Eskil Sundahl. Konstruktör var civilingenjör Hjalmar Granholm.
Sundahl och Thunström skapade ett tidigt exempel för arkitektur som marknadsföring, som förstärks genom det framträdande skyltläget mot Saltsjön och Gamla stan. Hörnet mot Slussen och Katarinavägen är rundat och här kopplades den nya Katarinahissen till kontorskomplexet, även den ritad av Sundahl och Thunström. Tillsammans med den då nyss färdigställda Slussenkarusellen blev hela området en symbol för Sveriges framstegsoptimism. Under många år fanns ett Special-Konsum i byggnaden närmast Slussen, namnet ändrades till Kvickly 1964 och ett år senare till Domus (se Domus, Slussen).
Samtidigt med kontorshuset anlades även Katarina gångbro som spänner 26 meter över Katarinavägen mellan Urvädersgränd och kontorshusets tak och ansluter till Katarinahissens gångbro. 

Gamla KF-huset
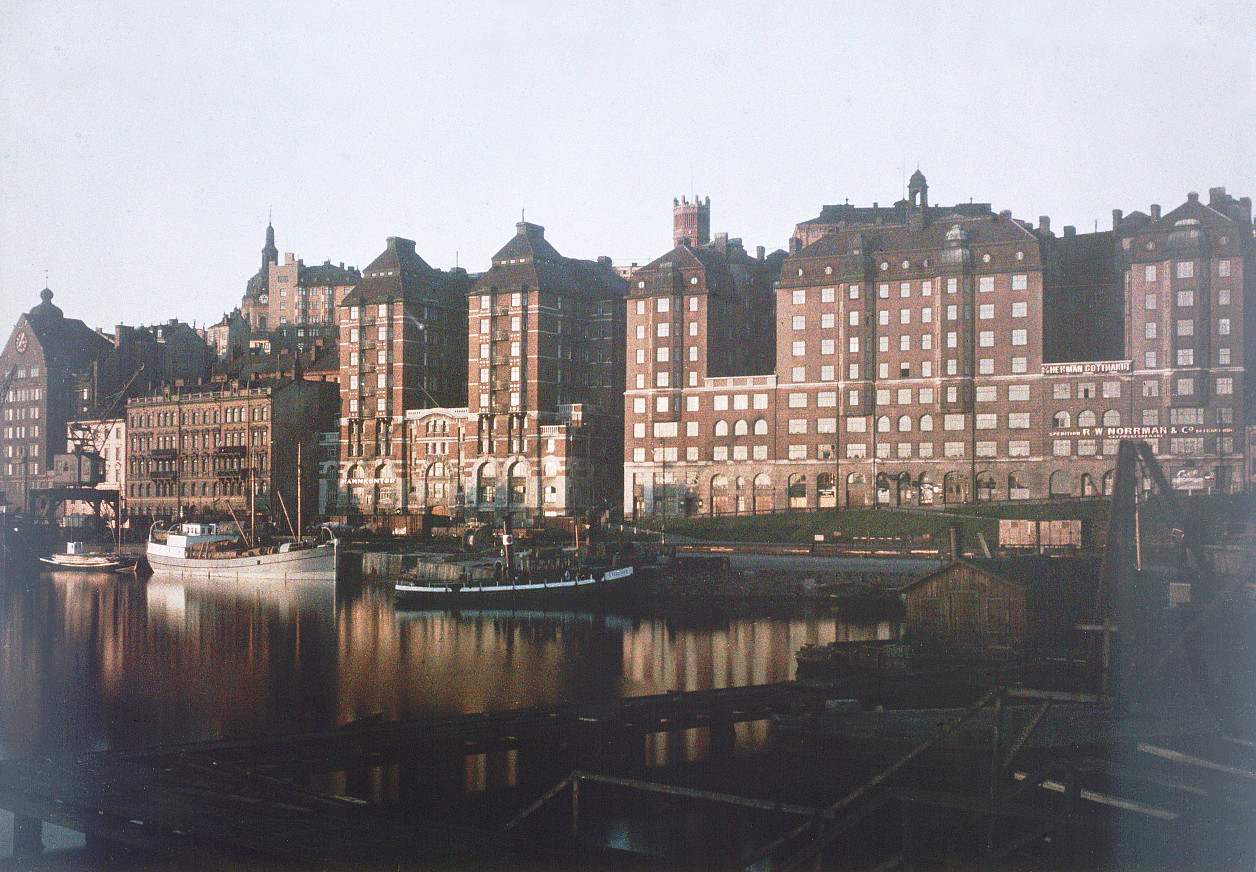
Drottsgården och gamla KF-huset, 1925.
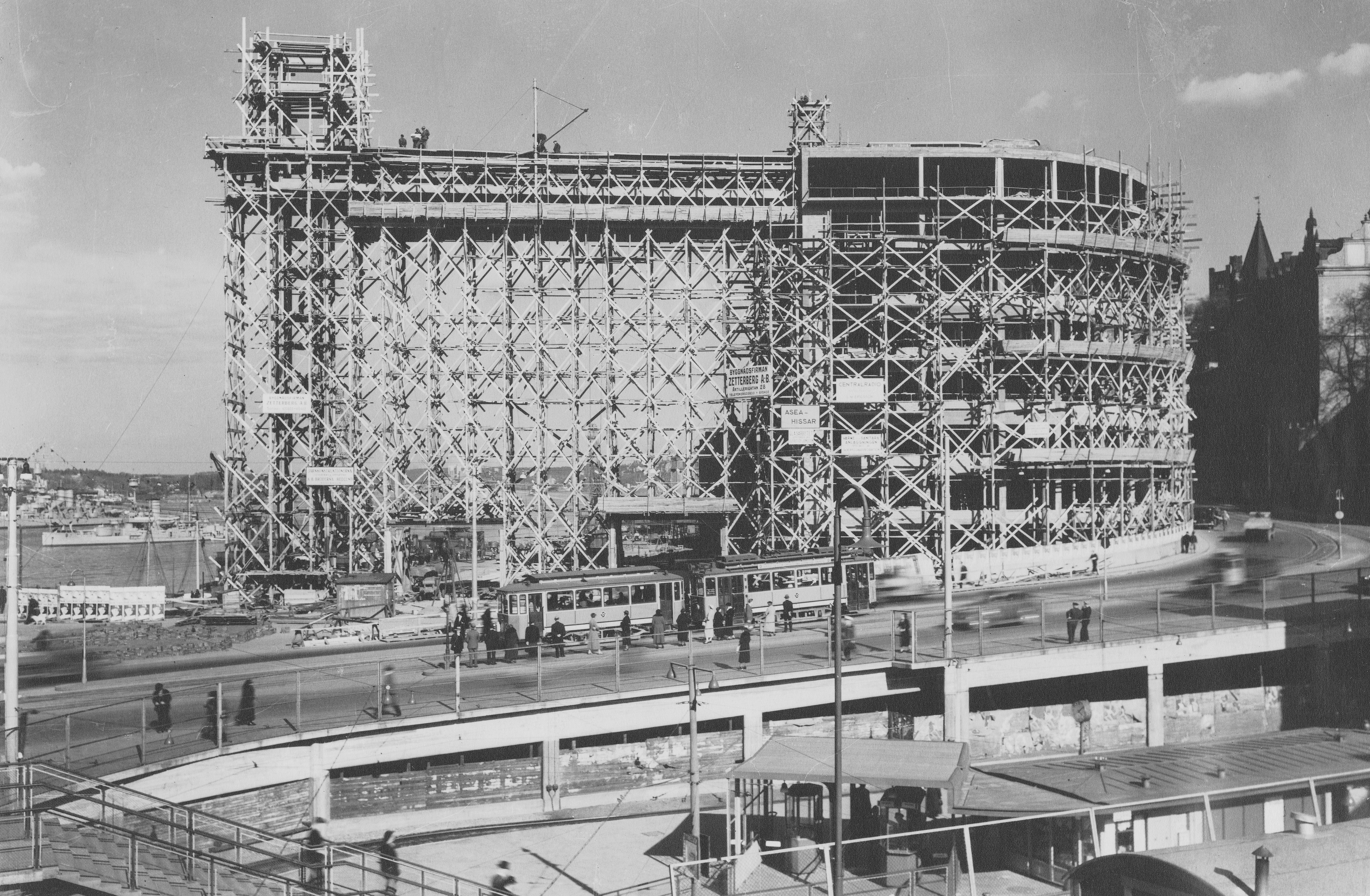
Under uppförande ca 1934-1935.
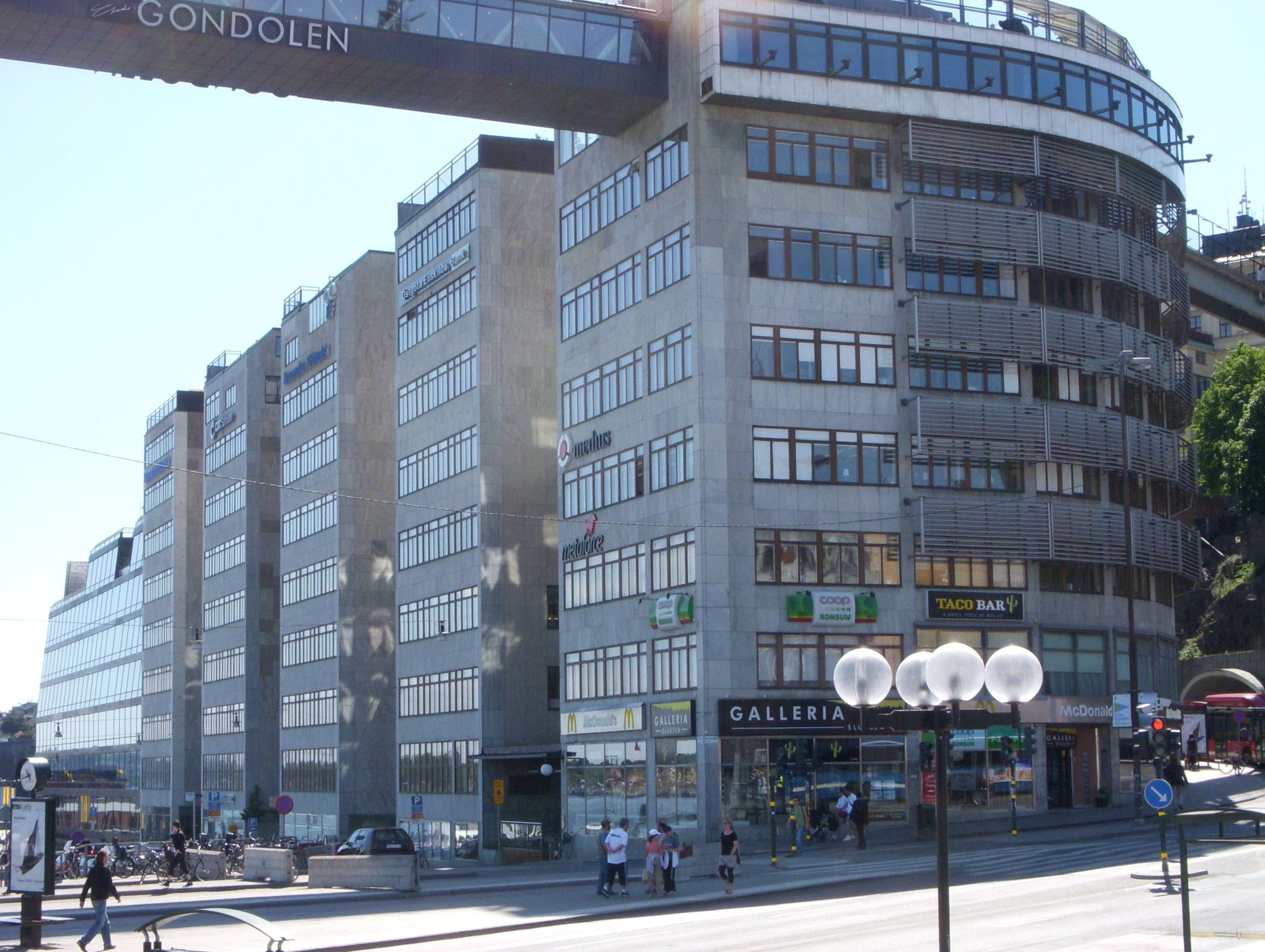
Fasad mot Slussen, 2010.
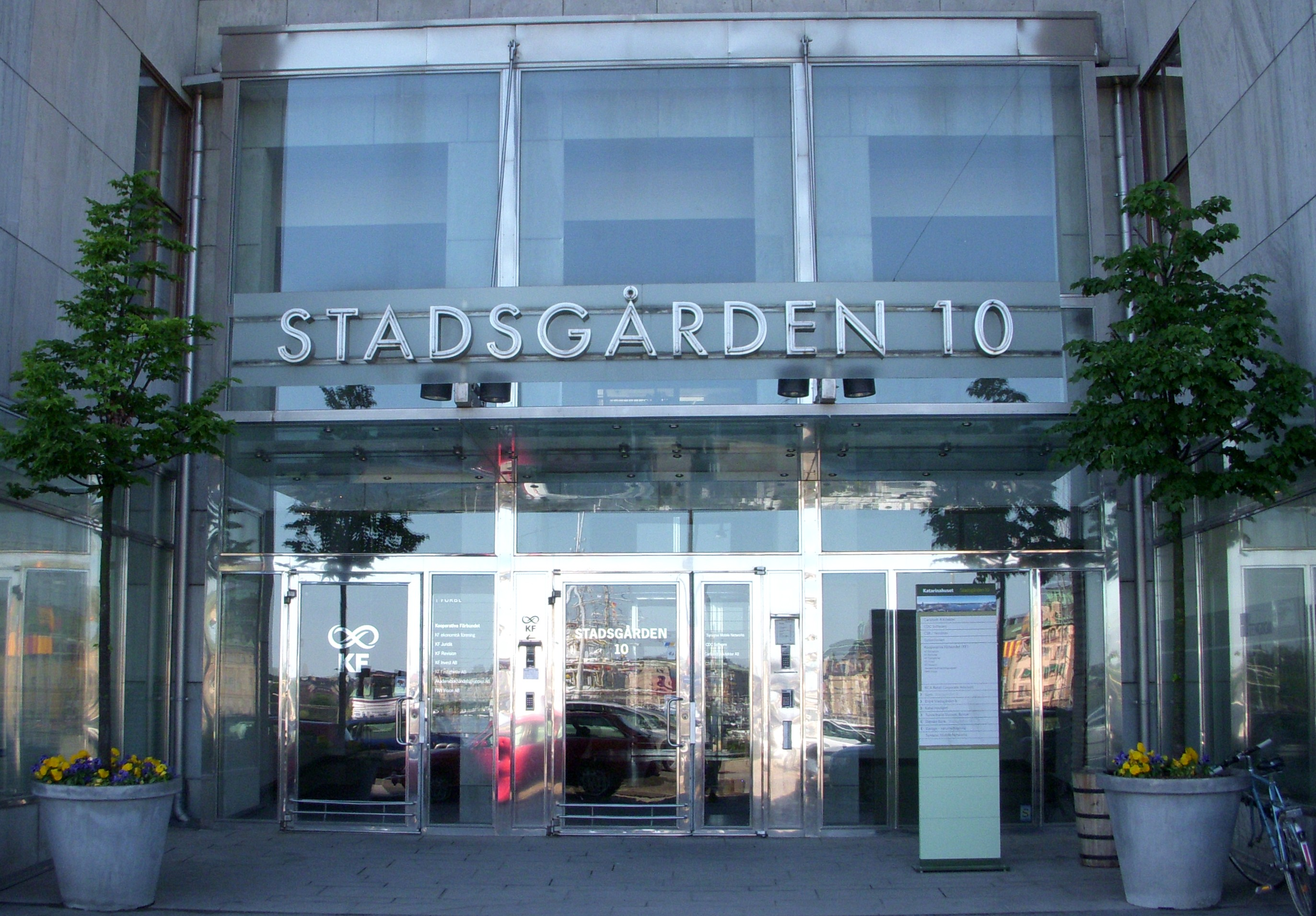
Entré "Stadsgården 10".
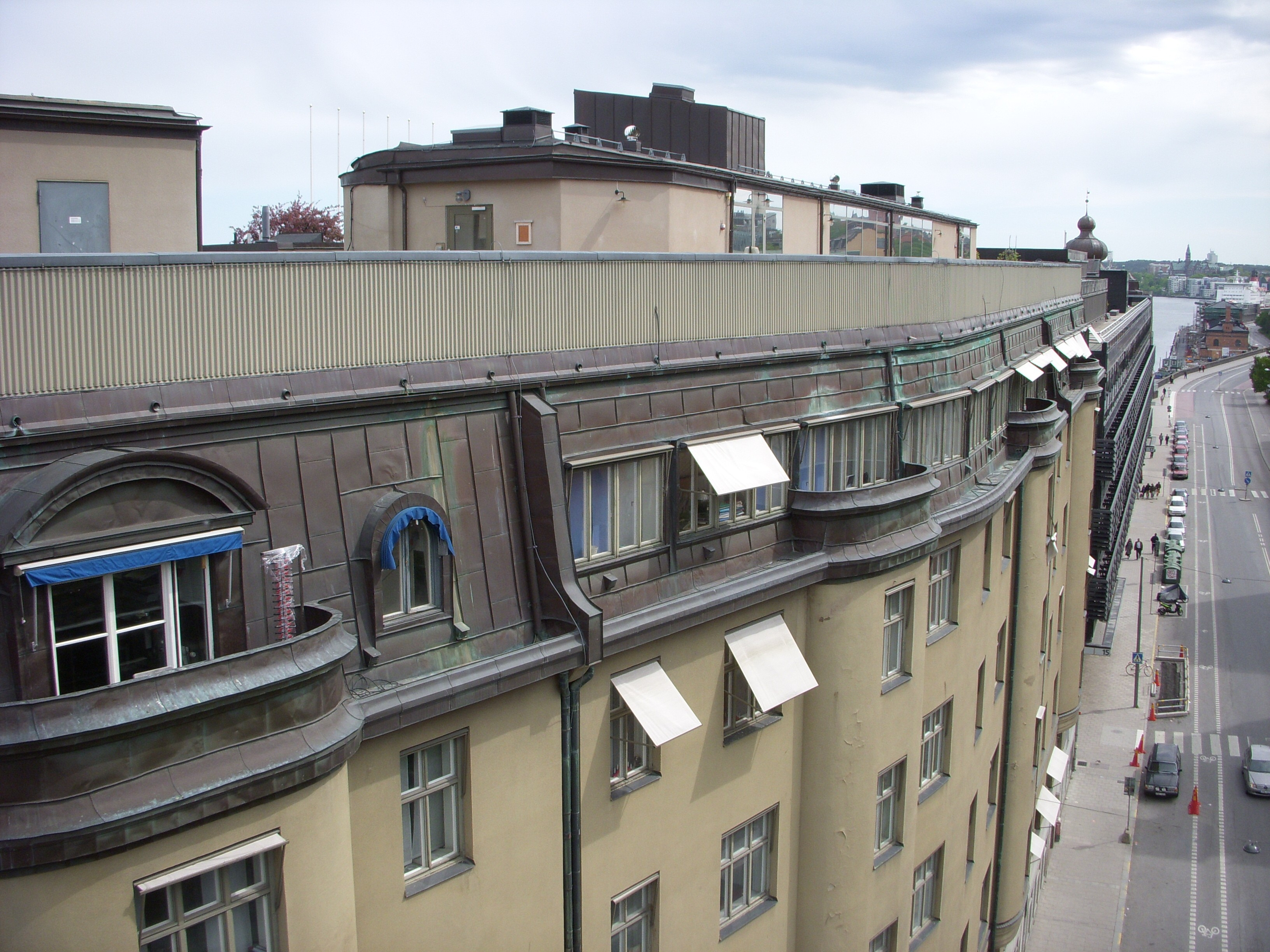
Fasad mot Katarinavägen sedd från Katarina gångbro.

## Jan Lundings "Glashus"
På 1970-talet tillkom ytterligare en huskropp mot öst, på platsen för den rivna Drottsgården. Arkitekt var Jan Lunding på KFAI:s arkitektkontor. Hans gestaltning avvek helt från KF:s befintliga kontorskomplex från 1930-talet.  Mot sjösidan (norrsidan)  skapade han en glasskärm med en svagt lutande fasad i en curtain wall-konstruktion och hans avsikt var att erbjuda samtliga kontorsanställda utsikt över  Saltsjön och Stockholms inlopp. På kvällen lyser fasaden som en gigantisk lykta med ständigt påslagen belysning. Belysningen är en del av anläggningens uppvärmningssystem. Mot Katarinavägen (sydsidan) är fasaden mera sluten och utrustad med kraftiga solskärmar.  
Åren 2004-2007 genomfördes en omfattande renovering av fastigheten genom BSK Arkitekter med stöd av ursprungsarkitekten Jan Lunding. Ombyggnaden nominerades år 2008 till Stora Samhällsbyggarpriset. Den förhyrda arean efter ombyggnaden är 23.000 m². Bland hyresgästerna finns Tengbomgruppen, Tidningarnas Telegrambyrå (TT), Proventus, EA Games, DICE, Wingårdh arkitektkontor och Telenor/Bredbandsbolaget (avser år 2011).
År 2012 stoppade Mark- och miljödomstolen detaljplanen för Nya Slussen som godkänts ett år tidigare. Domstolen ansåg att flera nya hus som skulle byggas inte får skymma glashuset. År 2013 upphävdes domslutet av Mark- och miljööverdomstolen som påtalade att det fattats på felaktig grund. De planerade husen, i fyra till sex våningar, börjar byggas år 2023.
I slutet av 2018 köptes Katarinahuset av fastighetsbolaget Atrium Ljungberg.

Glashuset
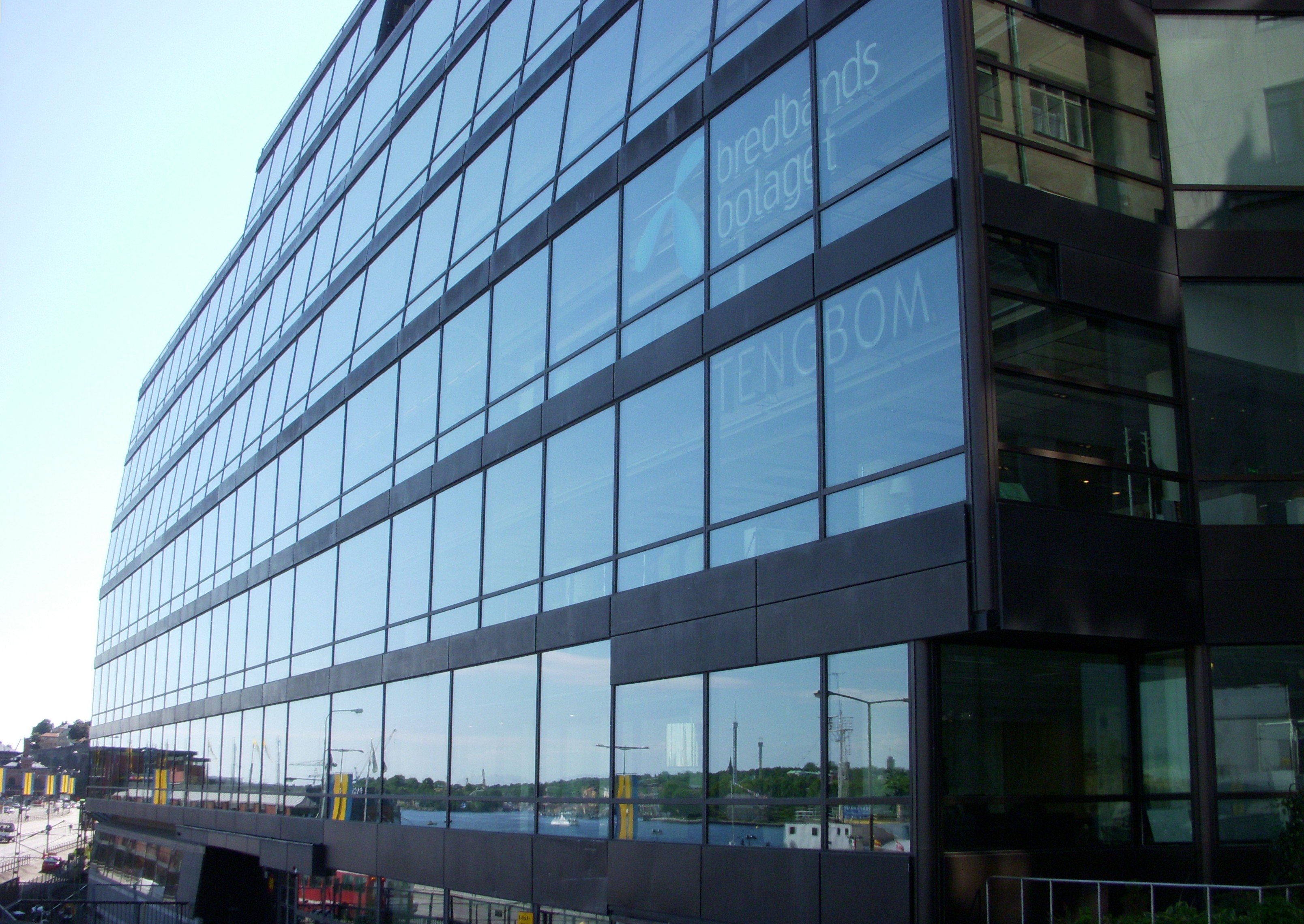
Fasad mot Stadsgården.
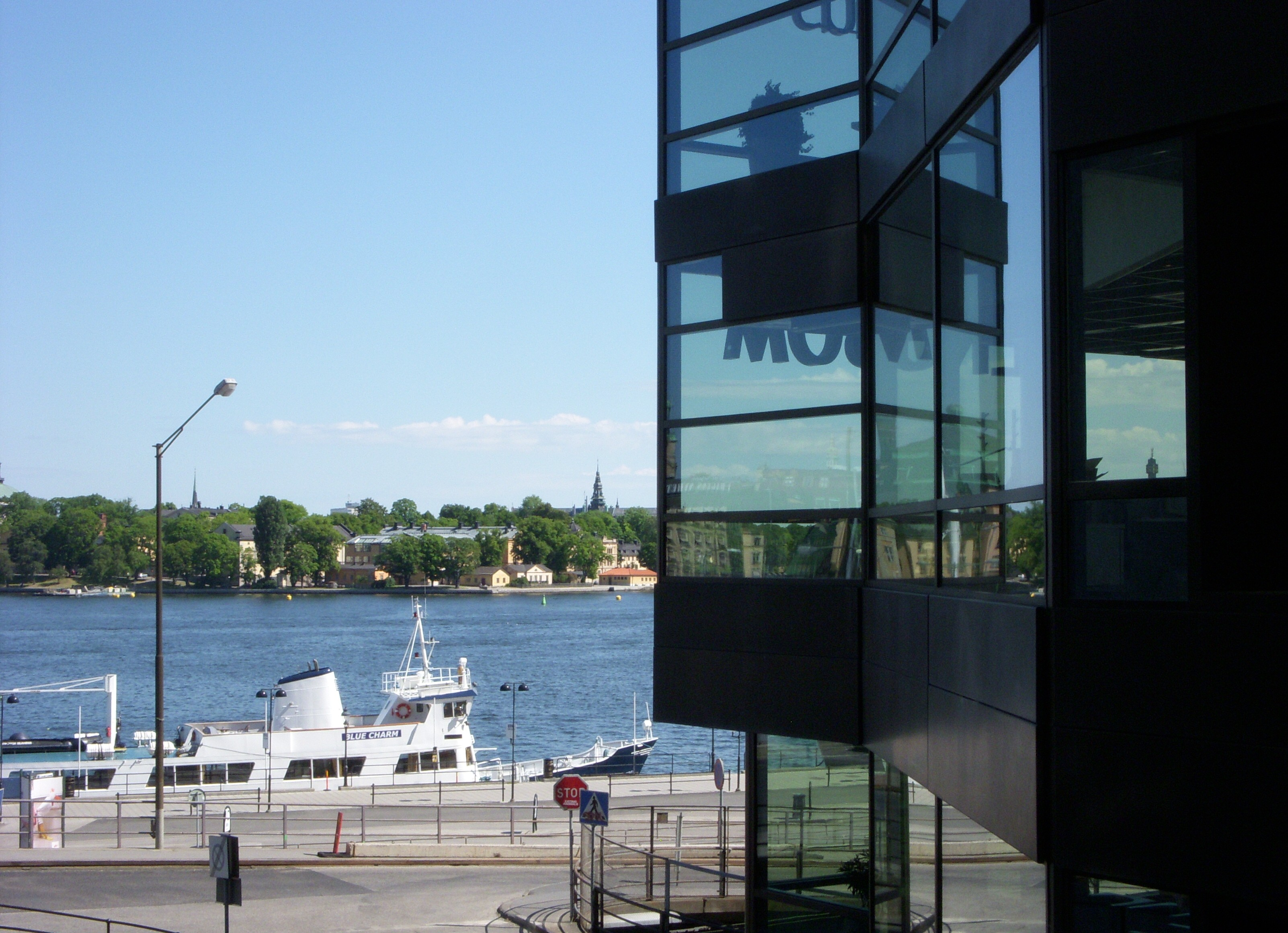
Vy över Stadsgården från Borgmästartrappan.
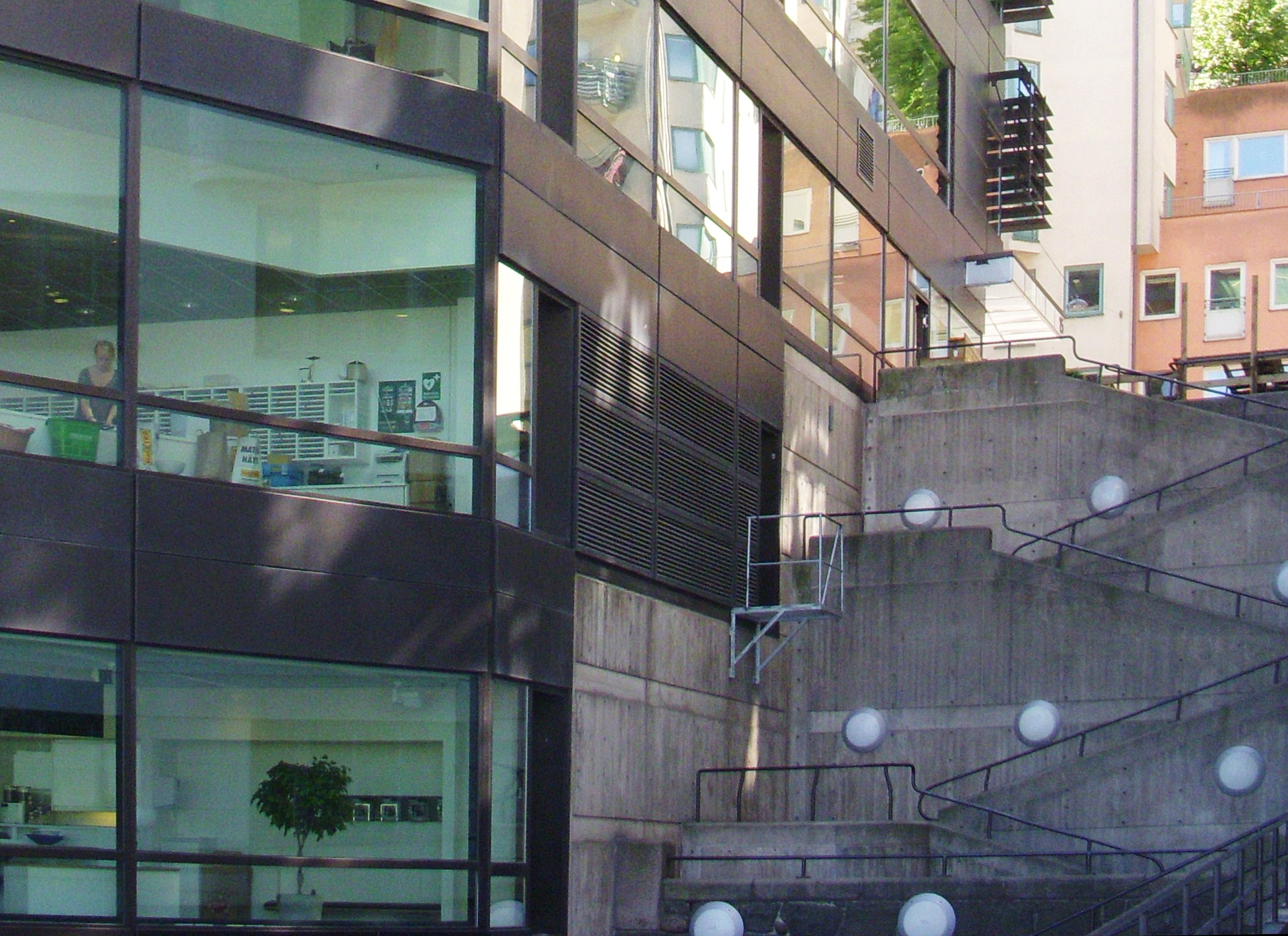
Fasaddetalj med Borgmästartrappan.
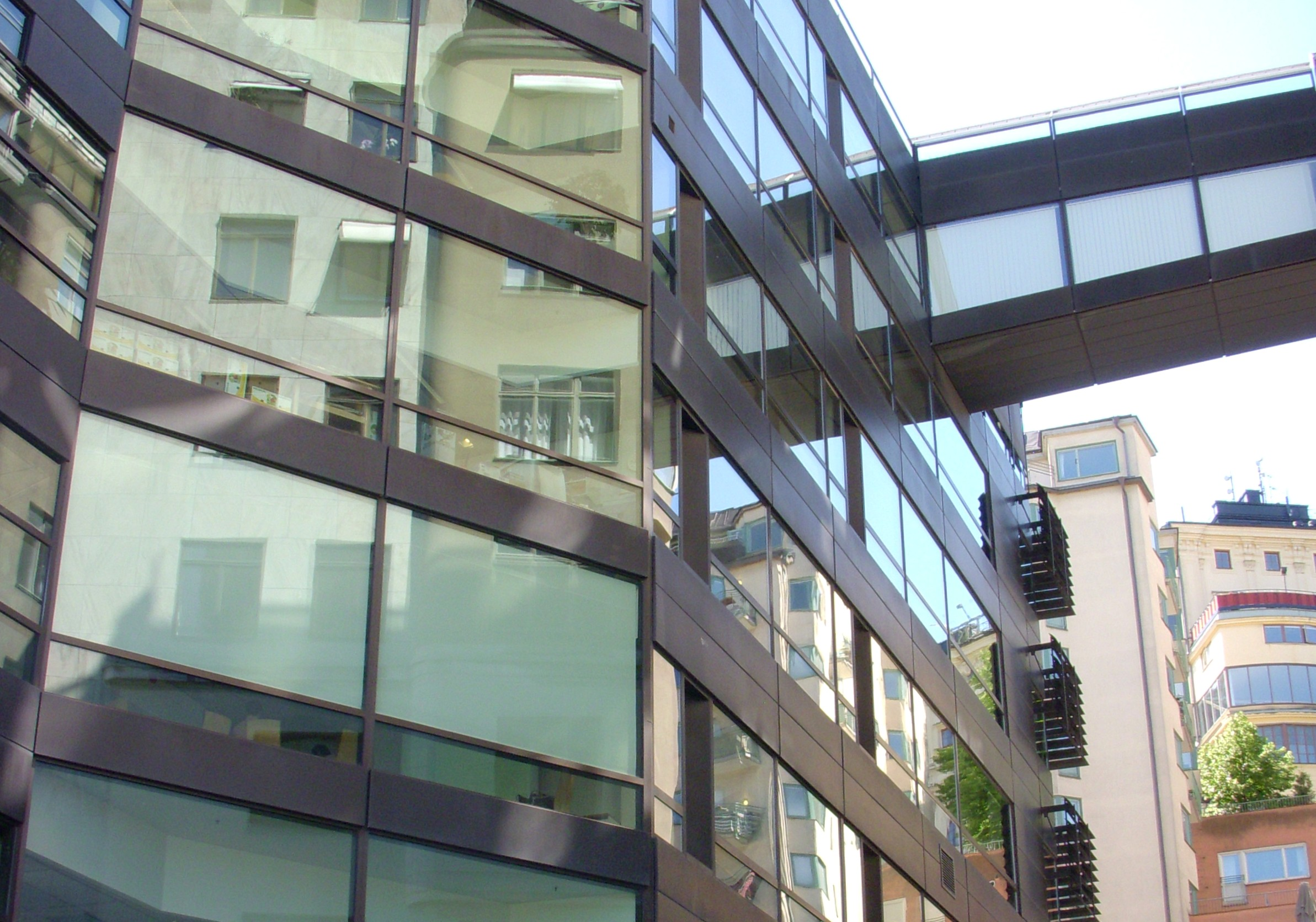
Fasaddetalj med gångbrygga till gamla delen.
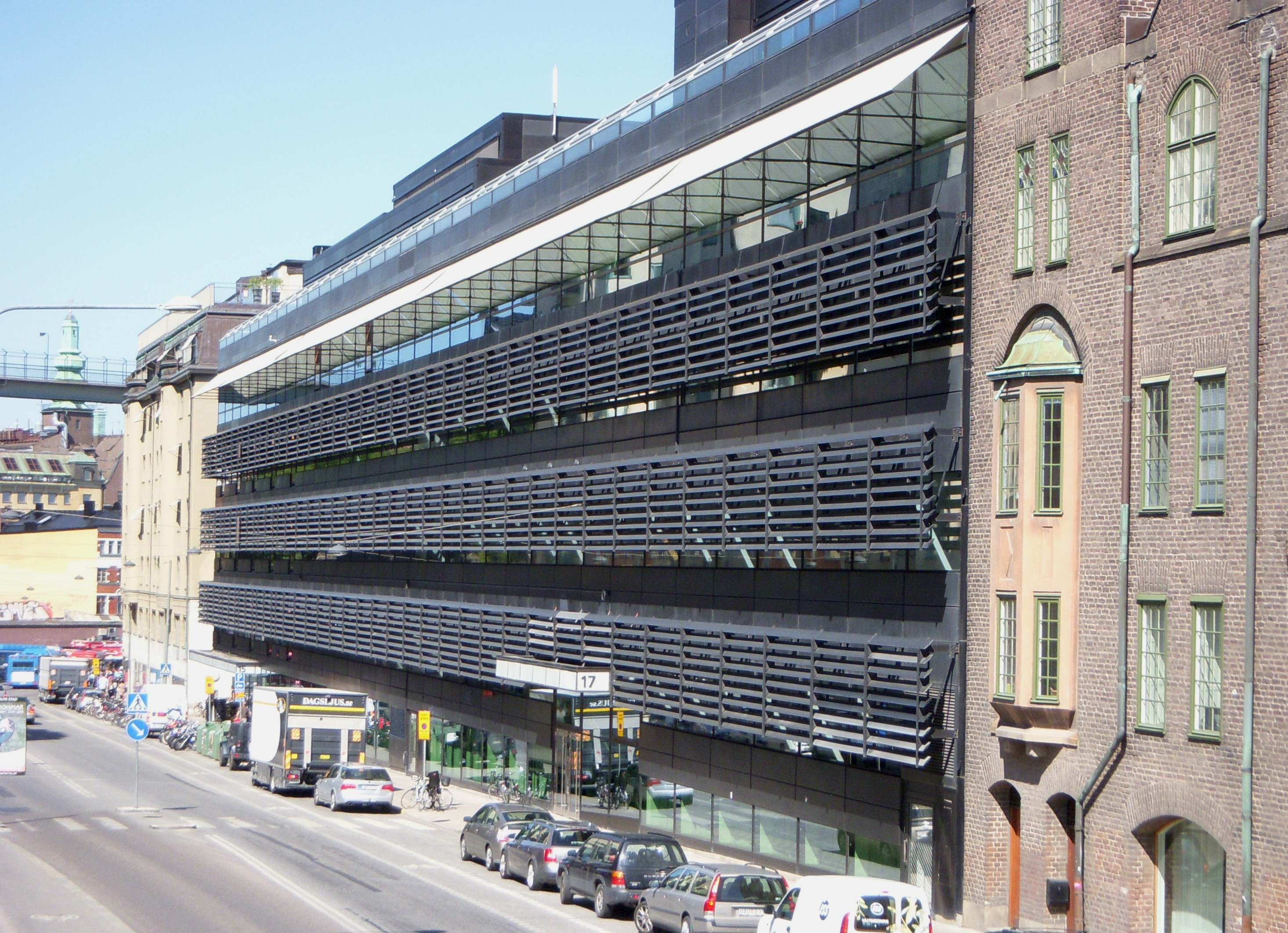
Fasad mot Katarinavägen.